# Josef Beránek (generál)
Josef Beránek (26. února 1892 Charvátská Nová Ves – 5. listopadu 1978 Dobříš) byl československý legionář, důstojník a brigádní generál.

## Život

### Legionář
Byl učitelem a během 1. světové války narukoval do Rakousko-uherské armády. V roce 1915 přeběhl a dostal se do ruského zajetí. O rok později vstoupil jako dobrovolník do 1. střeleckého pluku „Mistra Jana Husa“. Při bitvě u Zborova byl v hodnosti praporčíka a později velel 6. rotě 2. praporu. V létě 1919 byl zástupcem velitele 1. československého pluku, Karla Kutlvašra. Jejich útvar střežil transsibiřskou magistrálu. Po návratu z Ruska se rozhodl pokračovat ve vojenské kariéře.

### Mezi válkami
- 1920–1925 velel 23. pěšímu pluku
  - 1924–5 absolvoval vojenská studia
- 1925-32 jako plukovník u 28. pěšího pluku Tyrše a Fügnera
- 1935–7 generál 22. pěší brigády Hviezdoslav.

### Odbojář

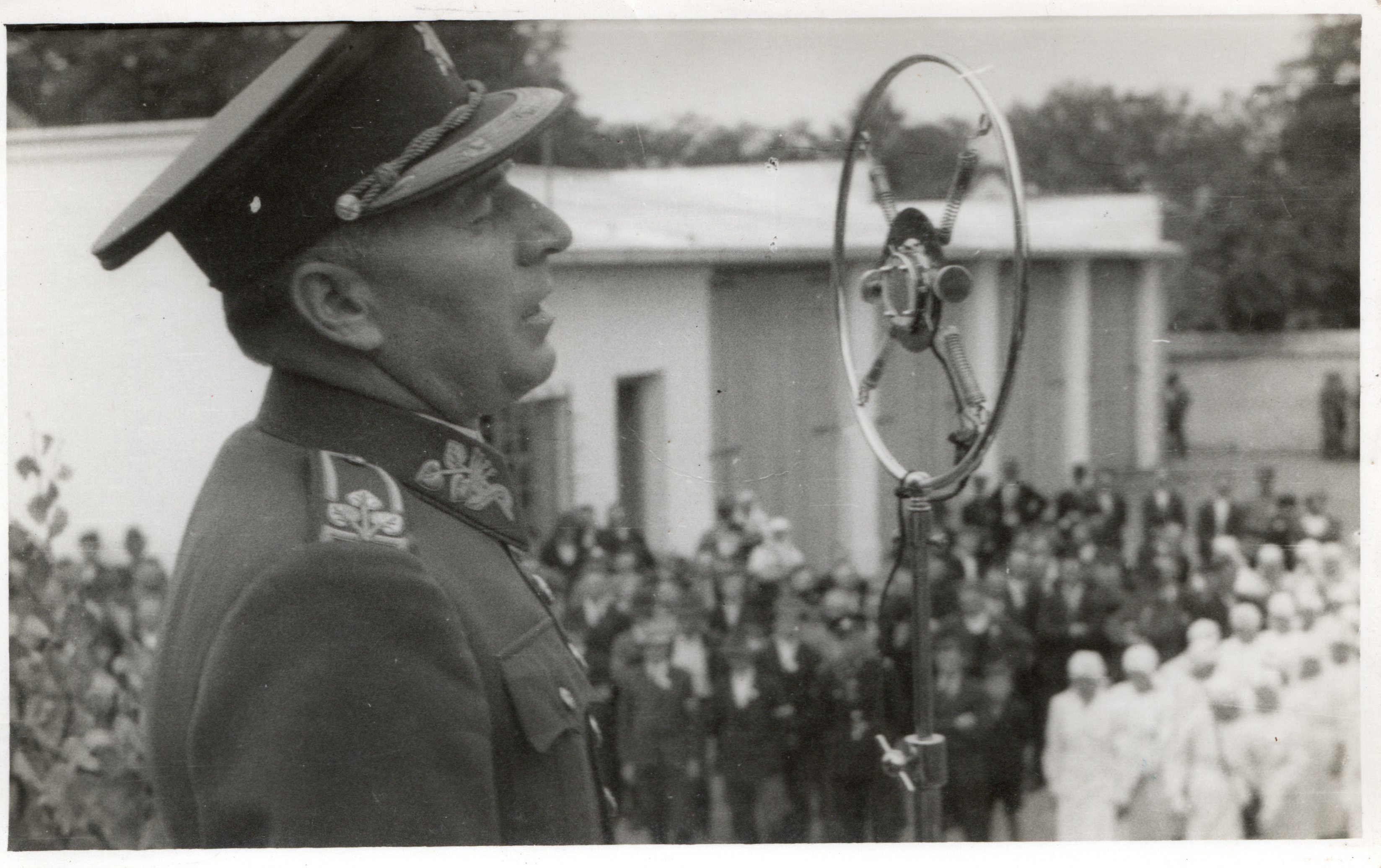
Generál Beránek promlouvá v Šumperku, 1946

V　roce 1938 byla brigáda během mobilizace přesunuta na Slovensko. Po záboru pohraničí se stal velitelem 17. pěší divize a předsedou delimitační komise pro východní Slovensko.
Po návratu do protektorátu se zapojil do ilegálního hnutí Obrana národa. Se svou ženou Marii Fričovou, se odstěhoval na Dobříš. Jeho švagr Jan Frič, získával zprávy ze cvičiště SS na Benešovsku a Josef Beránek je předával generálu Kutlvašrovi. Když byly na jaře 1945 na Dobříšsku vysazeni sovětští partyzáni, navázal kontakt s jejich velitelem, plukovníkem Petrovičem. Během květnového povstání se v jeho domě zdržovala část štábu a generál Beránek, jako nejvyšší důstojník na Dobříši, vydal mobilizační rozkaz na zformování občanských ozbrojených hlídek. Účastnil se jednání s veliteli jednotek SS, které ustupovaly ze cvičiště SS přes Dobříš na jihozápad. Strážný oddíl byl rozpuštěn 16. května 1945.
V červnu 1945 se stal velitelem 6. armádního sboru, který se zapojil do sporu o Těšínsko.

### Penze
Po únoru 1948 byl předčasně penzionován, ale nebyla mu uznána plná penze, proto se živil jako skladník. Zemřel na Dobříši ve věku 86 let.
Je pohřben v rodinné hrobce na dobříšském hřbitově. Začátkem 21. století byla pojmenována jedna z nových ulic ve městě jako Generála Beránka.

## Vyznamenání
- Kříž Sv. Jiří [3], IV. stupeň, 1916 (Rusko)
- Kříž Sv. Jiří, III. stupeň, 1917 (Rusko) (Rusko)
- Řád svatého Jiří, IV. třída 1917(Rusko)
- Válečný kříž 1914-1918, 1920 (Francie)
- Československý válečný kříž 1914–1918, 1920
- Československá revoluční medaile, 1920
- Československá medaile Vítězství, 1921